# Taciturna dlinza
Taciturna dlinza är en insektsart som beskrevs av Otte, D. 1987. Taciturna dlinza ingår i släktet Taciturna och familjen syrsor. Inga underarter finns listade i Catalogue of Life.